# Acquafredda
Acquafredda (Aquafrèda in dialetto bresciano) è un comune italiano di 1 554 abitanti della provincia di Brescia in Lombardia, situato nella bassa bresciana orientale.

## Geografia fisica
È posto territorialmente a metà strada tra Brescia e Mantova quindi gode di una posizione privilegiata ed è distante poco più di 15 chilometri da Desenzano del Garda.

### Territorio
Il suo territorio è distribuito su una superficie esclusivamente pianeggiante ed è parte della Bassa Bresciana orientale. Acquafredda è posta a un chilometro dalla riva sinistra del fiume Chiese. Il suo territorio vanta numerose sorgenti e una superficie ricoperta principalmente da colture di cereali e gelsi.

### Clima
Il clima a Acquafredda è tipico della Bassa Bresciana, caldo e temperato, con piovosità significativa durante tutto l'anno.
La temperatura media annuale è di 14 °C, essendo luglio il mese con temperature più alte (29,6 °C) e gennaio il mese con temperature più basse (0,2 °C).
La piovosità media annuale è di 983 mm. In particolare le piogge sono più scarse nel mese di gennaio (51 mm) e più abbondanti nel mese di settembre (107 mm).
| [ 6 ]               | Mesi | Mesi | Mesi | Mesi | Mesi | Mesi | Mesi | Mesi | Mesi | Mesi | Mesi | Mesi | Stagioni | Stagioni | Stagioni | Stagioni | Anno |
| [ 6 ]               | Gen  | Feb  | Mar  | Apr  | Mag  | Giu  | Lug  | Ago  | Set  | Ott  | Nov  | Dic  | Inv      | Pri      | Est      | Aut      | Anno |
| ------------------- | ---- | ---- | ---- | ---- | ---- | ---- | ---- | ---- | ---- | ---- | ---- | ---- | -------- | -------- | -------- | -------- | ---- |
| T. max. media (°C)  | 7,1  | 9,3  | 14,1 | 18,2 | 22,6 | 27,4 | 29,6 | 29,0 | 23,8 | 18,3 | 12,3 | 7,5  | 8,0      | 18,3     | 28,7     | 18,1     | 18,3 |
| T. min. media (°C)  | 0,2  | 0,9  | 4,0  | 8,0  | 12,5 | 17,2 | 19,9 | 19,8 | 15,7 | 11,4 | 6,2  | 1,3  | 0,8      | 8,2      | 19,0     | 11,1     | 9,8  |
| Precipitazioni (mm) | 51   | 56   | 62   | 88   | 96   | 89   | 74   | 89   | 107  | 103  | 107  | 61   | 168      | 246      | 252      | 317      | 983  |

Acquafredda si trova nella zona climatica E.

## Origini del nome
Il paese venne menzionato per la prima volta nel XII secolo come Aquae frigdae, toponimo derivante dalla presenza di numerose sorgenti all'interno del territorio.

## Storia
In antichità l'intera area era ricoperta da acquitrini e paludi, poi bonificate e trasformate in campi coltivati.
Le prime documentazioni scritte riguardanti il comune risalgono al Millecento. Nel Medioevo, Acquafredda era dotata di un castello e di un'antica chiesa parrocchiale, riedificata nel corso dell'Ottocento.
Per la storia del centro abitato fu molto importante la famiglia Di Rosa, la quale nella seconda metà del XVIII secolo vi insediò l'allevamento del baco da seta. Oltre al progresso economico, la famiglia portò il progresso sociale, tanto che nel principio del secolo successivo Paola Di Rosa fondò le Ancelle della Carità.
A seguito della chiusura della filanda, nel corso del XX secolo venne introdotta la coltivazione del tabacco, mentre nascevano sul territorio i primi laboratori di calze da donna.

### Simboli
Lo stemma comunale e il gonfalone sono stati concessi con decreto del presidente della Repubblica 21 dicembre 1988.
destra e posta in sbarra, ad altra anfora dello stesso,
tenuta con la mano sinistra e posta in banda. Ornamenti esteriori da Comune.»
Il gonfalone è un drappo partito di bianco e di azzurro.

## Monumenti e luoghi d'interesse
- Chiesa di San Bernardino

## Società

### Evoluzione demografica
Abitanti censiti

### Etnie e minoranze straniere
Al 1º gennaio 2022, gli stranieri residenti nel comune sono 179, ovvero l'11,8% della popolazione. Di seguito sono riportati i gruppi più consistenti:
| Pos. | Cittadinanza | Popolazione | Percentuale |
| ---- | ------------ | ----------- | ----------- |
| 1    | Cina         | 51          | 28,02%      |
| 2    | Marocco      | 32          | 17,58%      |
| 3    | Romania      | 22          | 12,09%      |
| 4    | Albania      | 19          | 10,44%      |

## Cultura

### Istruzione

#### Biblioteche
Il comune vanta la presenza di una biblioteca comunale.

#### Musei
All'interno del municipio, è allestito il Museo della civiltà rurale.

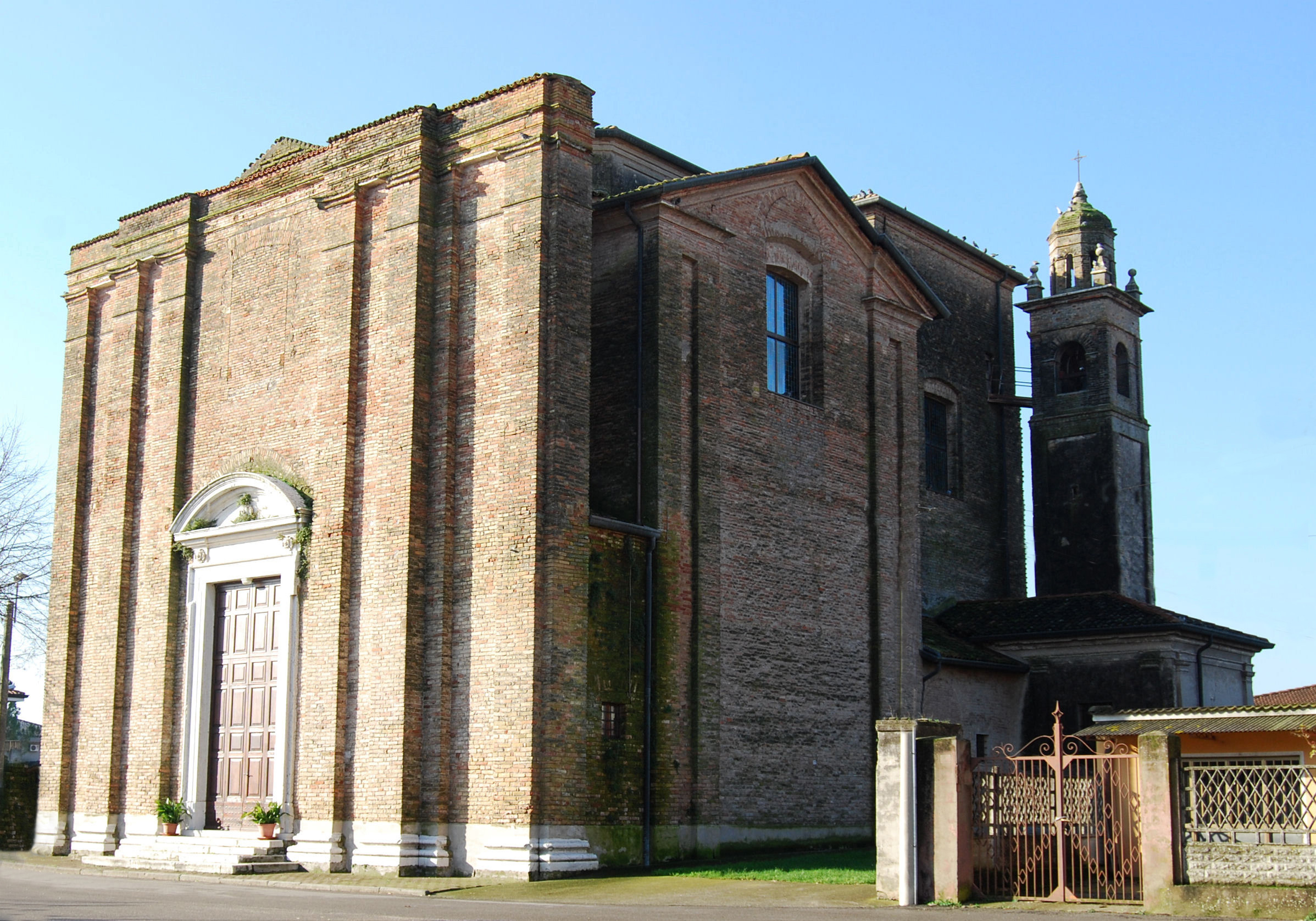
La Chiesa di San Biagio nella forma attuale, in stile neoclassico.

### Arte
All'interno della chiesa parrocchiale intitolata a San Bernardino da Siena, risalente alla seconda metà del Quattrocento ma successivamente riedificata tra il 1743 e il 1749, sono custodite diverse tele e opere d'arte: le più conosciute sono la pala Assunta di Girolamo Muziano, rinomato pittore cinquecentesco nato ad Acquafredda e l'Ultima Cena di Germano Prendaglio.

### Eventi
Mentre la festa del santo patrono si tiene il 3 febbraio, sempre a San Biagio è dedicata una fiera tenuta il 19 ottobre.

## Amministrazione
| Periodo        | Periodo        | Primo cittadino | Partito                 | Carica  | Note   |
| -------------- | -------------- | --------------- | ----------------------- | ------- | ------ |
| 12 giugno 2017 | 12 giugno 2022 | Maurizio Donini | Insieme per Acquafredda | Sindaco | [ 13 ] |
| 12 giugno 2022 | in carica      | Maurizio Donini | Insieme per Acquafredda | Sindaco | [ 13 ] |

## Infrastrutture e trasporti
Il comune è attraversato dall'ex Strada statale 343 Asolana che, in località Fossa, forma un incrocio con la Strada provinciale 11 Orzinuovi-Acquafredda.